# 26 d'abril
El 26 d'abril és el cent setzè dia de l'any del calendari gregorià i el cent dissetè en els anys de traspàs. Queden 249 dies per finalitzar l'any.

## Esdeveniments
Països Catalans
- 1816 - Barcelona: s'estrena l'òpera La cambiale di matrimonio de Gioachino Rossini al Teatre Santa Creu.
- 1987 - Lleida: 8.000 persones aconsegueixen un rècord Guinness en ballar una sardana de 5 km de longitud.

Resta del món
- 1313 - Vall d'Aran: d'acord amb el Tractat de Poissy, Sanç I de Mallorca restitueix aquest territori al rei d'Aragó Jaume el Just.[1]
- 1478 - Florència: té lloc la Conspiració dels Pazzi, enforantament entre les famílies Pazzi i Mèdici pel poder de la ciutat. Una conspiració per tal d'assassinar Llorenç i Julià de Mèdici.[2]
- 1621 - Madrid, Espanya: se signa el Tractat de Madrid.
- 1860 - Tetuan: se signa al Tractat de Wad-Ras, acord entre el Marroc i Espanya que posava fi a la guerra d'Àfrica.
- 1903 - Madrid: Es funda l'Atlètic de Madrid.
- 1915 - Londres: Es firma el Tractat de Londres, pacte secret entre el Regne d'Itàlia i la Triple Entesa.[3]
- 1937 - Guernica, País Basc: Bombardeig de Guernica per la Legió Còndor, durant la Guerra Civil espanyola.[4]
- 1964 - Tanzània: la República de Tanganyika es va unir amb Zanzíbar per formar la República Unida de Tanganica i Zanzíbar, que va canviar el seu nom pel de República Unida de Tanzània.
- 1986- Central nuclear de Txornòbil, Txornòbil (URSS, actual Ucraïna)- Accident Nuclear a Txornòbil.[5]
- 2002 - Vitòria, País Basc: Inauguració de l'ARTIUM, institució museística amb seu a Vitòria.

## Naixements
Països Catalans
- 1804 - Barcelona, Barcelonès: Lluís Maria Pastor i Rodríguez, economista lliurecanvista català (m. 1872).[6]
- 1852 - Barcelona, Barcelonès: Antoni Esplugas i Puig, fotògraf pioner d'aquesta activitat professional a Barcelona.
- 1886 - Roda de Ter: Tecla Sala i Miralpeix, empresària catalana.[7]
- 1891 - Peratallada, Baix Empordà: Enric Barnosell i Saló, instrumentista de tible i compositor de sardanes català (m. 1949).[8]
- 1892 - Barcelona: Teresa Campañà i Cassi, metgessa catalana (m. 1978).[9]
- 1905 - Santa Coloma de Gramenet: Antoni Puigvert i Gorro, uròleg català (m. 1990).[10]
- 1911 - Barcelona, Barcelonès: Enric Freixa i Pedrals, enginyer industrial català (m. 2002).[11]
- 1913 - Barcelona: Creu Casas i Sicart, farmacèutica i primera dona a l'IEC (m. 2007).[12]
- 1922 - Agramunt, Urgell: Guillem Viladot, escriptor i poeta visual català.[13]
- 1924 - Castelló de la Plana, Plana Alta: Vicent Ventura i Beltran, polític i periodista valencià.[14]
- 1932 - Sabadell, Vallès Occidental: Francesc Garriga i Barata, poeta català.[15]
- 1936 - Santanyí, Mallorca: Llorenç Vidal i Vidal, poeta mallorquí, fundador del Dia Escolar de la No-violència i la Pau (DENIP).[16]
- 1943 - Santa Maria de Palautordera, Vallès Oriental: Joan Lluís Moraleda i Perxachs, compositor català.[17]
- 1944 - Barcelona: Encarna Roca, jurista catalana, ha estat magistrada del Tribunal Suprem i del Tribunal Constitucional d'Espanya.[18]
- 1951 - Barcelona: María Jesús Figa López-Palop, diplomàtica espanyola, ambaixadora d'Espanya davant la Santa Seu,
- 1955 - Barcelona: Mercè Civit i Illa, diplomada en treball social i política catalana, ha estat diputada al Parlament de Catalunya.[19]
- 1967 - Elx: Antònia Toñi Serna Serrano, política valenciana, diputada a les Corts Valencianes en la IX legislatura.[20]
- 1968 - Polop: María Dolores Zaragoza Teuler, política valenciana, diputada i alcaldessa.[21]
- 1971 - Gavà: Núria Castelló i Marrugat, nedadora catalana.[22]
- 1979 - Barcelona: Laia Ortiz i Castellví, llicenciada en C. Polítiques i política catalana, ha estat diputada al Congrés i al Parlament de Catalunya.[23]
- 1985 - Reus, Baix Camp: Albert Casanovas i Vázquez, jugador d'hoquei patins català.

Resta del món
- 121, Roma: Marc Aureli, emperador romà (m. 180[24]).
- 570, la Meca: Mahoma, Muhàmmad per als creients, fundador de l'islam (data tradicional: aquesta o el 20 d'abril) (m. 632).[25]
- 1319, Le Mans, Nantes, Regne de França: Joan II de França el Bo, rei de França (1350-1364).[26]
- 1489, Japó: Ashikaga Yoshihisa, 25è shogun
- 1575, Florència: Maria de Mèdici, reina consort de França i Navarra (1600 - 1610) i regent de França (1610 - 1617) (m. 1642).[27]
- 1648, Lisboa, Regne de Portugal: Pere II de Portugal, aristòcrata portuguès, rei de Portugal (m. 1706).[28]
- 1711, 
  - Edimburg, Escòcia: David Hume, filòsof empirista escocès (m. 1776).[29]
  - Rouenː Jeanne-Marie Leprince de Beaumont, escriptora francesa de la Il·lustració. autora de la versió més coneguda de La bella i la bèstia.[30]
- 1798, Charenton-Saint-Maurice, França: Eugène Delacroix, pintor francès del moviment romàntic (m. 1863).[31][32]
- 1822, Viena, Imperi Austríac: Maria Carolina de Borbó-Dues Sicílies, aristòcrata austríaca, princesa d'Orleans.
- 1873, Brooklyn, Nova York, Estats Units: John Bunny, actor estatunidenc.[33]
- 1876, Varsòvia: Mela Mutermilch, pintora polonesa naturalitzada francesa que visqué a Barcelona i Girona (m. 1967).[34]
- 1879, Dewsbury, Anglaterra: Owen Willans Richardson, físic anglès (m. 1959).[35]
- 1886, Columbus, Estats Units: Ma Rainey, cantant de blues estatunidenca (m. 1939).[36]
- 1889, Sisson: Anita Loos, escriptora i guionista nord-americana (m. 1981).[37]
- 1896, Frankfurt del Main, Imperi Alemany: Ernst Udet, militar alemany.
- 1889, Viena, Imperi Austrohongarès: Ludwig Wittgenstein, filòsof austríac (m. 1951).[38]
- 1898, Sevilla, Espanya: Vicente Aleixandre, poeta espanyol, membre de la Generació del 27 i Premi Nobel de Literatura l'any 1977. (m. 1984).[39]
- 1899, Tessalònica, Grècia: Juana Mordó, marxant d'art (m. 1984).[40]
- 1900, Estats Units: Charles Richter, físic i sismòleg estatunidenc, creador de l'escala de Richter.[41]
- 1905, París, França: Jean Vigo, director de cinema francès.
- 1910, Xangai: Ruan Lingyu, actriu xinesa, figura cabdal del cinema mut xinès dels anys 30.[42]
- 1917, Canton: Ieoh Ming Pei, arquitecte estatunidenc d'origen xinès (m. 2019).[43]
- 1918, Baarn, Països Baixos: Fanny Blankers-Koen, atleta neerlandesa, primera a guanyar quatre medalles olímpiques d'or, una de les més destacades de tots els temps (m. 2004).[44]
- 1921, Dallas, Estats Units: Jimmy Giuffre, músic de jazz estatunidenc.[45]
- 1925, Viena: Wilma Lipp, cantant d'òpera austríaca en la tessitura de soprano (m. 2019).[46]
- 1932, Blackpool, Regne Unit: Michael Smith, químic i bioquímic canadenc d'origen britànic, Premi Nobel de Química de 1993. (m. 2000)[47]
- 1933, Múnic, Alemanya: Arno Allan Penzias, astrònom i físic estatunidenc d'origen alemany, Premi Nobel de Física de l'any 1978.[48]
- 1937, Tekovské Nemce: Vladimír Valach, economista, diplomàtic i escriptor eslovac.
- 1941:
  - París, França: Claudine Auger, actriu francesa (m. 2019).[49]
  - ?: F. Richard Stephenson, astrònom britànic.[50]
- 1945, Ciutat de Nova York, Estats Units: Charles Gordon Blazer, dirigent esportiu estatunidenc.
- 1949, Buenos Aires, Argentina: Carlos Bianchi, futbolista i entrenador argentí.
- 1950 - Lima (Perú): Susana Higuchi, política i enginyera japonesa-peruana. (m 2021).[51]
- 1952, Varsòvia: Ewa Podleś, contralt polonesa, considerada una de les poquíssimes "contralts pures".[52]
- 1953, Oslo, Noruega: A. K. Dolven, artista noruega contemporània, amb una obra que inclou pintura, videoart i instal·lacions.[53]
- 1956, Riaño, Espanya: Imanol Arias, actor espanyol.
- 1967, Londres, Anglaterra: Marianne Jean-Baptiste, actriu anglesa d'ascendència d'Antigua i Barbuda i de Saint Lucia.[54]
- 1970, 
  - Belfast, Irlanda del Nord: Eva Maria Westbroek, soprano neerlandesa.[55]
  - Novo Mesto, Eslovènia: Melania Trump, ex-model eslovena i l'esposa del president dels Estats Units Donald Trump,[56]
- 1971, Roma: Giorgia, cantautora i cantant italiana.[57]
- 1977, Milà: Samantha Cristoforetti, pilot d'aviació, tercera astronauta de l'Agència Espacial Europea i la primera astronauta italiana.[58]
- 1980, Ciutat de Panamà: Jordana Brewster, actriu de cinema i sèries de televisió estatunidenca.[59]
- 1985, Novovolynsk, URSS: Artem Fedetski, futbolista ucraïnès.
- 1986, Londres, Anglaterra: Felip de Grècia, aristòcrata grec, pretendent al tron de Grècia.
- 1990, Monterrey, Mèxic: Jonathan dos Santos, futbolista mexicà.

## Necrològiques
Països Catalans
- 911 - Barcelona: Guifré II (dit també Borrell I), comte de Barcelona, Girona i Osona (n. aprox. 874).[60]
- 1912 - Sabadell: Pau Gambús i Romeu, industrial i banquer català.
- 1941 - Poblet: Eduard Toda i Güell, egiptòleg, antropòleg, escriptor i filantrop català (n. 1855).[61]
- 1942 - Barcelona: Romà Forns i Saldaña, futbolista i entrenador de futbol català.
- 1972 - Barcelona: Martí Barrera i Maresma, polític català, membre d'Esquerra Republicana de Catalunya (n. 1889).[62]
- 1998 - Barcelona: Josep Maria Nuix i Julibert, conegut com a Jep Nuix, compositor i flautista català (n. 1955).[63]
- 2006 - Barcelona: Agustí Chalaux i de Subirà, teòric polític, econòmic i social.

Resta del món
- 757 - Roma: Papa Esteve II, Papa del 26 de març de 752 fins al 26 d'abril de 757, el dia de la seva mort.[64]
- 1444 - Tournai: Robert Campin, pintor pertanyent a l'estil flamenc de la pintura gòtica.[65]
- 1638 - Pequín (Xina): Giacomo Rho, jesuïta italià, matemàtic i missioner a la Xina durant el regnat de l'emperador Chongzhen de la Dinastia Ming (n. 1593).[66]
- 1774 - Heemstede: Maria Machteld van Sypesteyn, pintora neerlandesa de miniatures.[67]
- 1910 - París: Bjørnstjerne Bjørnson, escriptor noruec. Premi Nobel de Literatura de l'any 1903 (n. 1832).[68]
- 1914 -Viena, Imperi Austrohongarès: Eduard Suess, geòleg austríac (n. 1831).[69]
- 1916 - Lisboa, Portugal: Mário de Sá-Carneiro, escriptor i poeta portuguès, un dels majors exponents del Modernisme en Portugal (n. 1890).[70]
- 1940 - Heidelberg (Baden-Württemberg, Tercer Reich): Carl Bosch, químic i enginyer alemany guardonat amb el Premi Nobel de Química l'any 1931 (n. 1874).[71]
- 1945 - Château-Gontier: Lucie Delarue-Mardrus, periodista, poeta, novel·lista, escultora, historiadora i dissenyadora francesa.[72]
- 1964 - Anglaterraː Lucy Wills, hematòloga anglesa que descobrí l'àcid fòlic.[73]
- 1976 - Bielefeld, Benita Koch-Otte, teixidora, dissenyadora i artista tèxtil alemanya, alumna de la Bauhaus (n. 1892).[74]
- 1982 - Nettlebed, Oxfordshire: Celia Johnson, actriu de teatre i de cinema anglesa (n. 1908).[75]
- 1983 - Thun, Suïssa: Ruth von Wild, mestra i activista suïssa (n. 1912).[76]
- 1984 - Los Angeles (Califòrnia, Estats Units): May McAvoy, actriu de cinema (n. 1899).[77]
- 1986 - Rancho Mirage, Califòrnia, Estats Units: Broderick Crawford, actor estatunidenc.
- 1988 - Ciutat de Guatemala, Guatemala: Juan José Gerardi Conedera, bisbe i defensor de la memòria històrica de Guatemala. Morí assassinat (n. 1922).
- 1989, Los Angeles, Califòrnia: Lucille Ball, actriu còmica estatunidenca (n. 1911).[78]
- 2005, 
  - Preitenegg, Àustria: Maria Schell, actriu austro-suïssa (n. 1926).[79]
  - Bimbo, República Centreafricana: Elisabet Domitien, empresària i política, primera ministra del seu país (n. 1925).[80]

## Festes i commemoracions
- Onomàstica: Sants Marcel·lí I papa; Sant Clet, papa; Pascasi Radbert, bisbe i monjo; Basili d'Amasia, bisbe màrtir; Pere de Rates, bisbe llegendari de Braga; Ricari de Celles, abat; Esteve de Perm, missioner eslau; Pere Ermengol (des de 1969); Rafael Arnáiz Barón, trapenc; beats Domènec i Gregori d'Aragó, preveres dominics aragonesos; beat Juli Junyer i Padern, màrtir (1938).
- Mare de Déu del Bon Consell
- Dia Mundial de la propietat intel·lectual
- Dia Internacional de la visibilitat Lèsbica